# Bakai, Reșetîlivka
Bakai (în ucraineană Бакай) este un sat în comuna Malîi Bakai din raionul Reșetîlivka, regiunea Poltava, Ucraina.

## Demografie
Componența lingvistică a localității Bakai
     Ucraineană (96,59%)
     Rusă (3,41%)
Conform recensământului din 2001, majoritatea populației localității Bakai era vorbitoare de ucraineană (96,59%), existând în minoritate și vorbitori de rusă (3,41%).